# Bazzania trilobata
Bazzania trilobata là một loài rêu tản trong họ Lepidoziaceae. Loài này được (L.) Gray miêu tả khoa học lần đầu tiên năm 1821.

## Hình ảnh

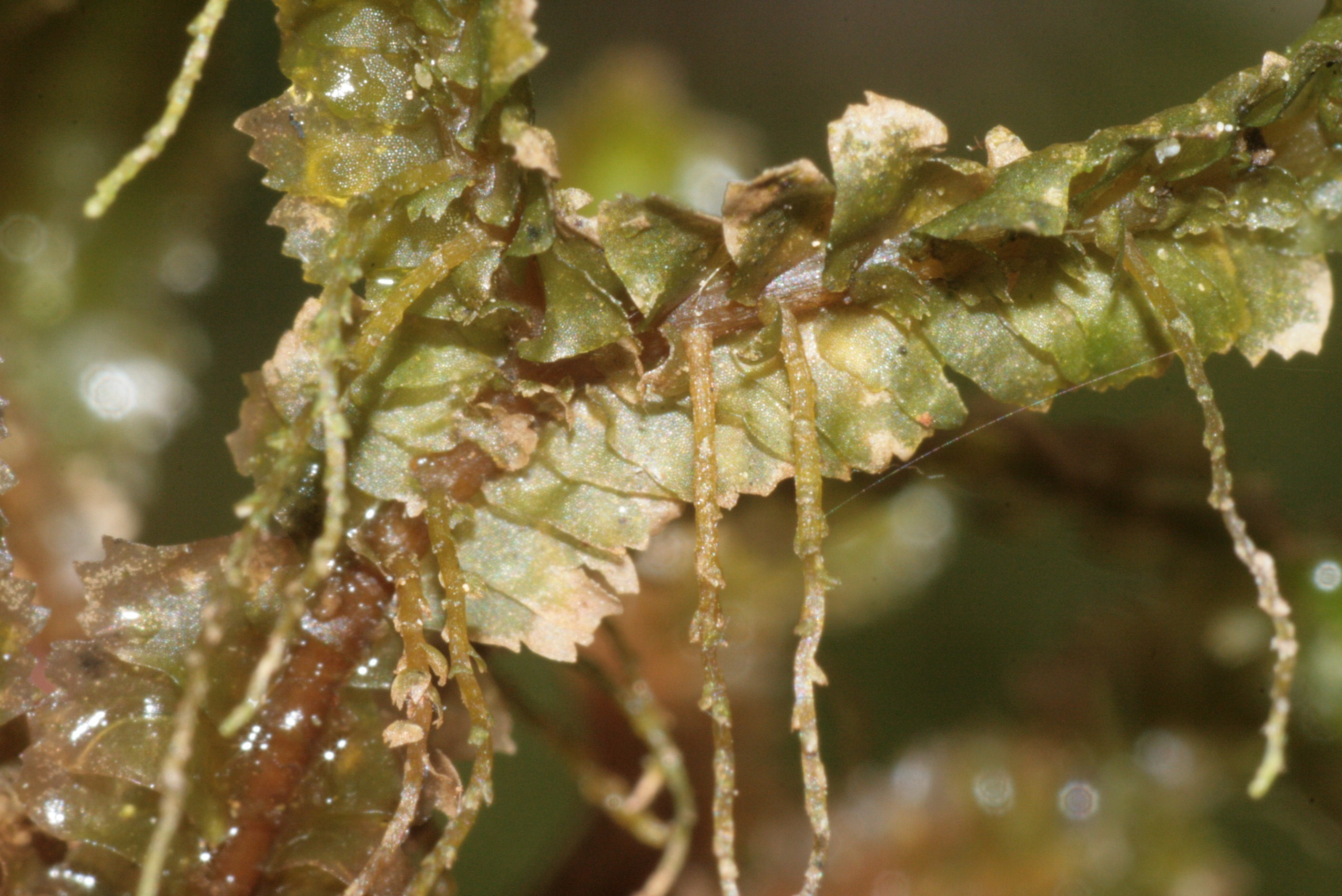
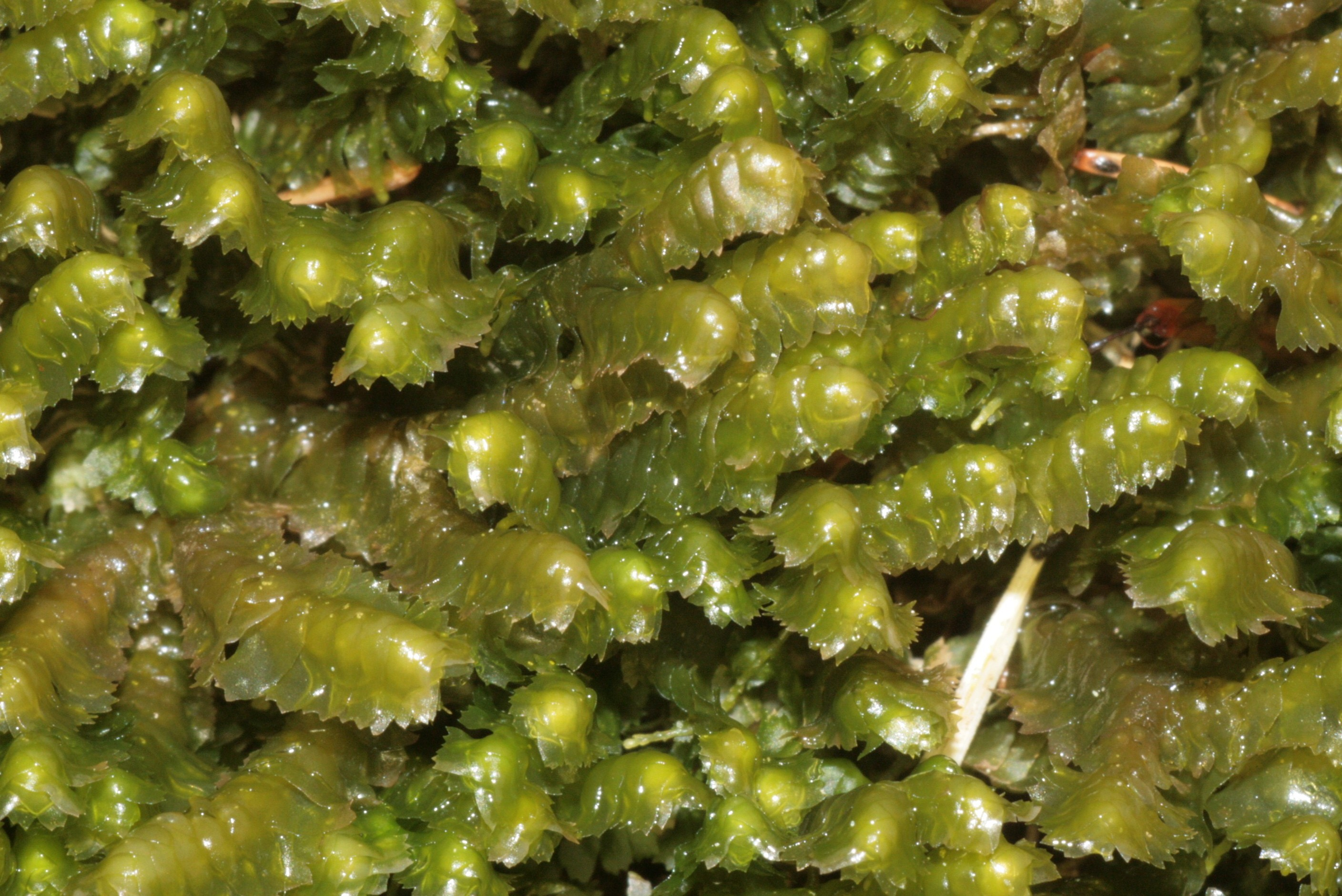
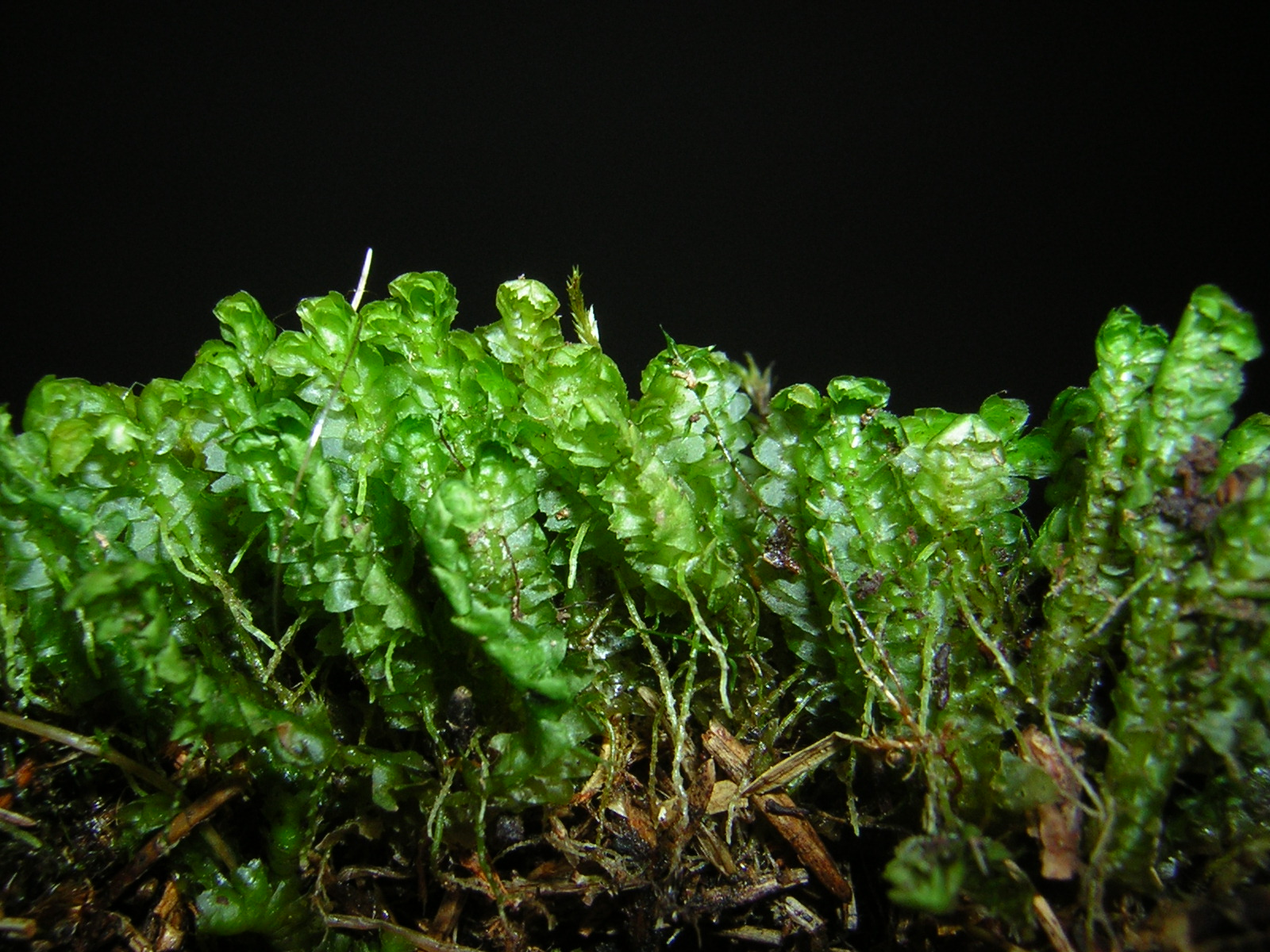
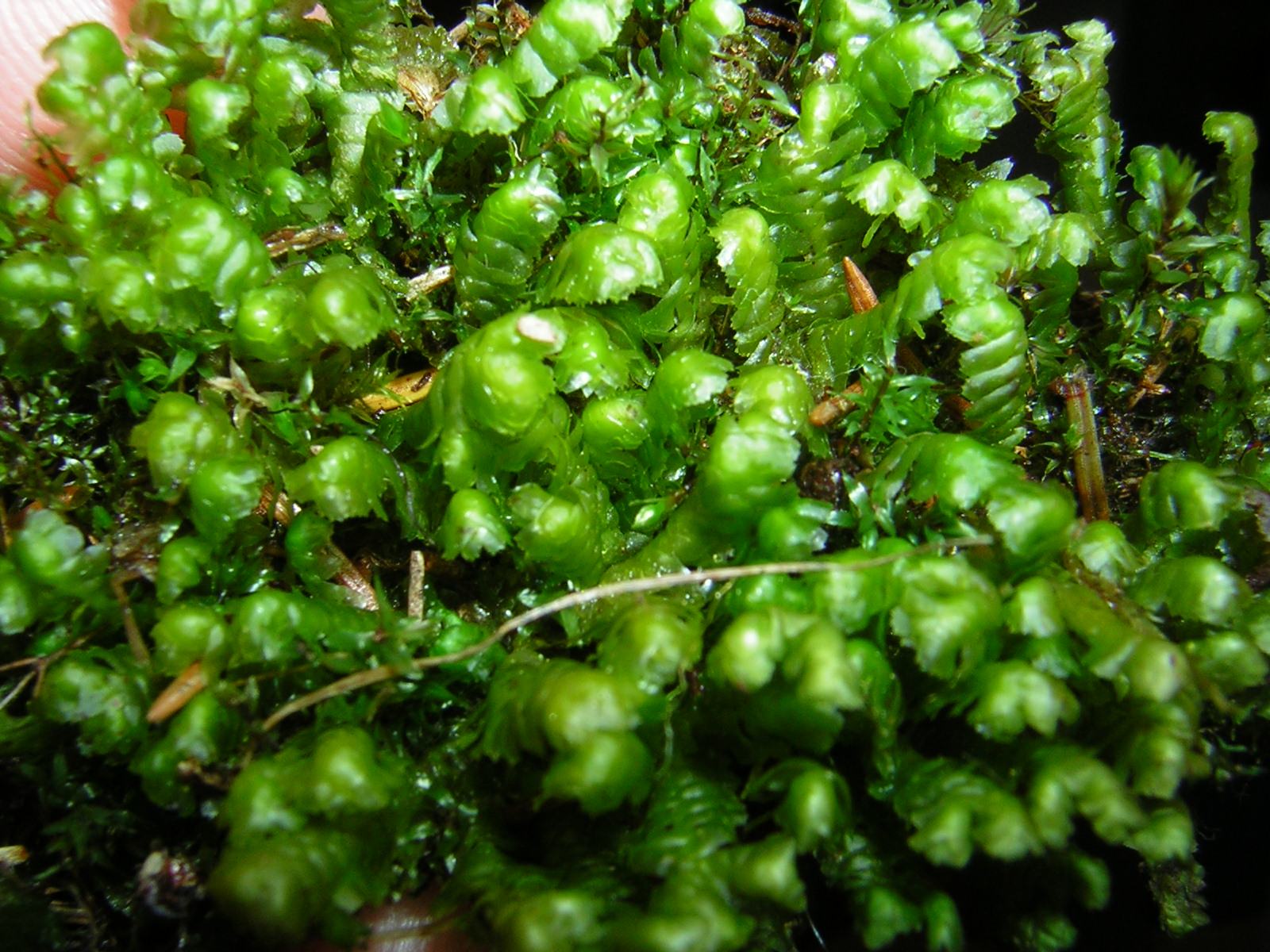